# 환상열석

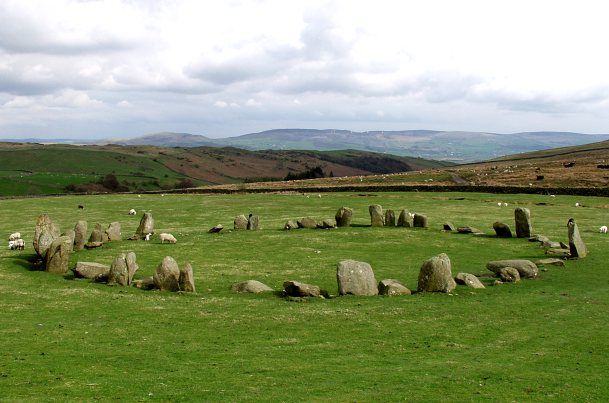
잉글랜드 레이크지방의 환상열석.

환상열석(環狀列石)은 돌을 원형으로 배치한 고대의 유적이다. 거석 입석으로 이루어진 원형 형태이다. 대부분은 유럽 북서부, 특히 영국, 아일랜드, 브리타니에서 발견되며 일반적으로 후기 신석기 시대와 초기 청동기 시대에 만들어졌으며 대부분은 기원전 3300년에서 2500년 사이에 지어졌다. 가장 잘 알려진 예로는 에이브베리의 헨지 기념물, 롤라이트 스톤스(Rollright Stones), 캐슬리그(Castlerigg) 및 스톤헨지의 서있는 원형 모양의 돌들의 요소가 있다. 유럽의 다른 지역에도 흩어져 있는 사례가 있다. 나중에 철기 시대에 스칸디나비아 남부에 환상열석이 세워졌다.
원시적 환상열석은 내부에 모일 수 있을 만큼 충분히 크고 거석으로 구성된 깔끔한 울타리이다. 유사한 구조물에 '환상 열석'(stone circle)이라는 이름이 붙지만 이러한 이름은 역사적이거나 잘못된 이름이다. 일반적으로 환상 열석으로 잘못 해석되는 예로는 링 케언즈, 고분, 커브 케언즈 등이 있다. 영국, 아일랜드, 유럽 전역에 걸쳐 수천 개의 환상 열석이 있다고 흔히 가정하지만, 이러한 울타리적 모습은 실제로 매우 드물며 지역적 형태의 헨지를 구성한다. 실제 환상 열석의 예로는 컴브리안 서클, 내부 스톤(예: 에이브베리)이 있는 헨지 및 코니시 스톤 서클이 있다.
환상 열석은 일반적으로 돌의 모양과 크기, 반경의 범위, 지역 내 인구에 따라 분류된다. 일반적으로 의식이나 의식을 위한 환경 제공과 관련된 용도를 설명하기 위해 많은 이론이 발전했지만, 의도된 기능에 대해서는 고고학자들 사이에 합의가 이루어지지 않았다. 이들의 건설에는 계획, 채석, 운송, 기초 참호 놓기 및 최종 건설과 같은 전문 작업을 포함하여 상당한 공동 노력이 필요한 경우가 많았다.